# Idioplasma
Idioplasma è una parte del protoplasma.

## Storia
Il termine venne utilizzato per la prima volta da K. von Naegeli nel (1884)

## Etimologia
la parola deriva dal greco Idios, personale e plasma (modellare).